# بخانس
قرية بخانس هي إحدى القرى التابعة لمركز أبو تشت في محافظة قنا في جمهورية مصر العربية. حسب إحصاءات سنة 2006، بلغ إجمالي السكان في بخانس 15474 نسمة، منهم 7608 رجل و7866 امرأة.